# Montech
Montech település Franciaországban, Tarn-et-Garonne megyében. Lakosainak száma 6657 fő (2022. január 1.). Montech Escatalens, Bourret, Bressols, Finhan, Lacourt-Saint-Pierre, Mas-Grenier és Montbartier községekkel határos.

## Műemlékek

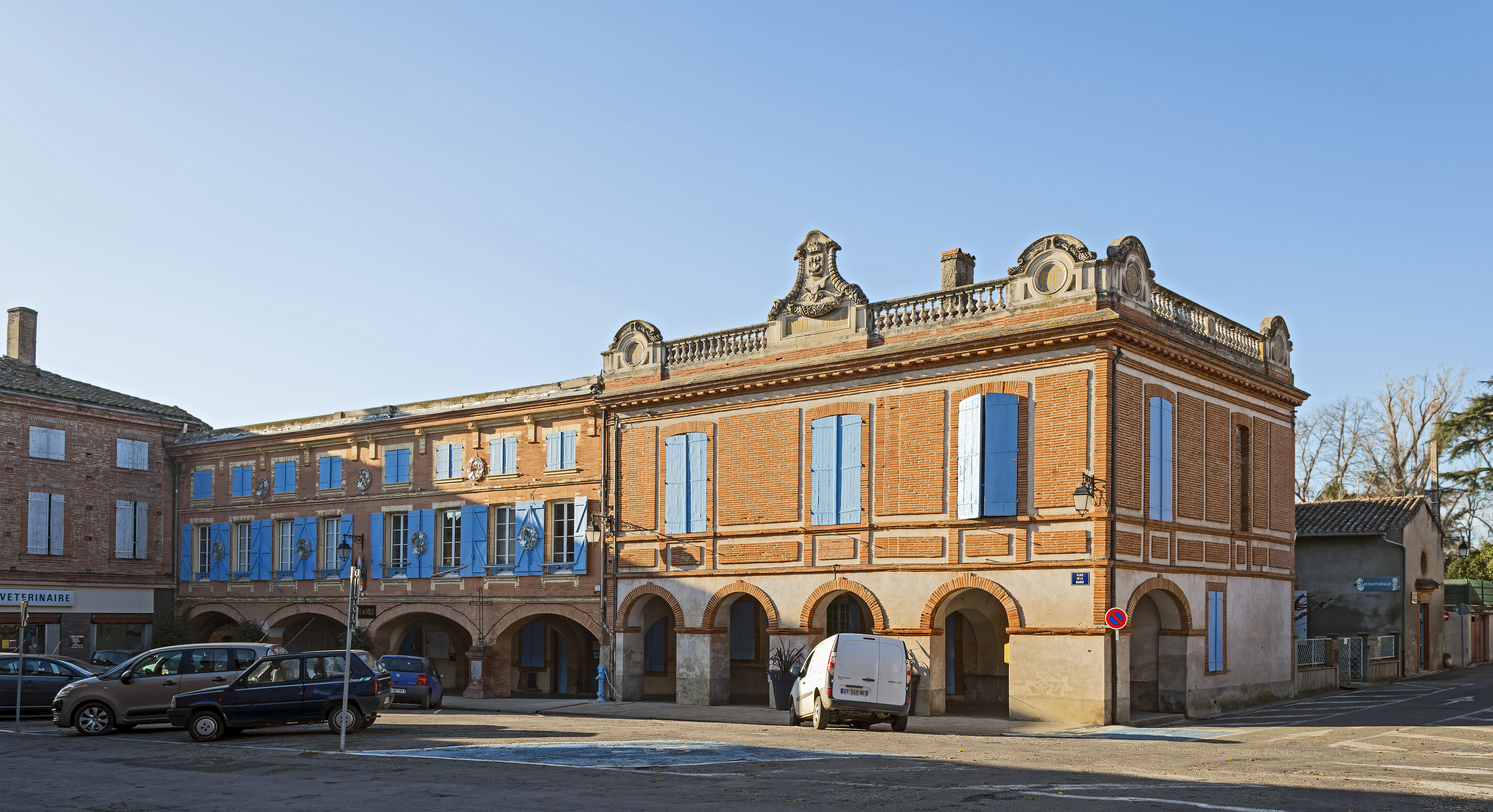
Városháza
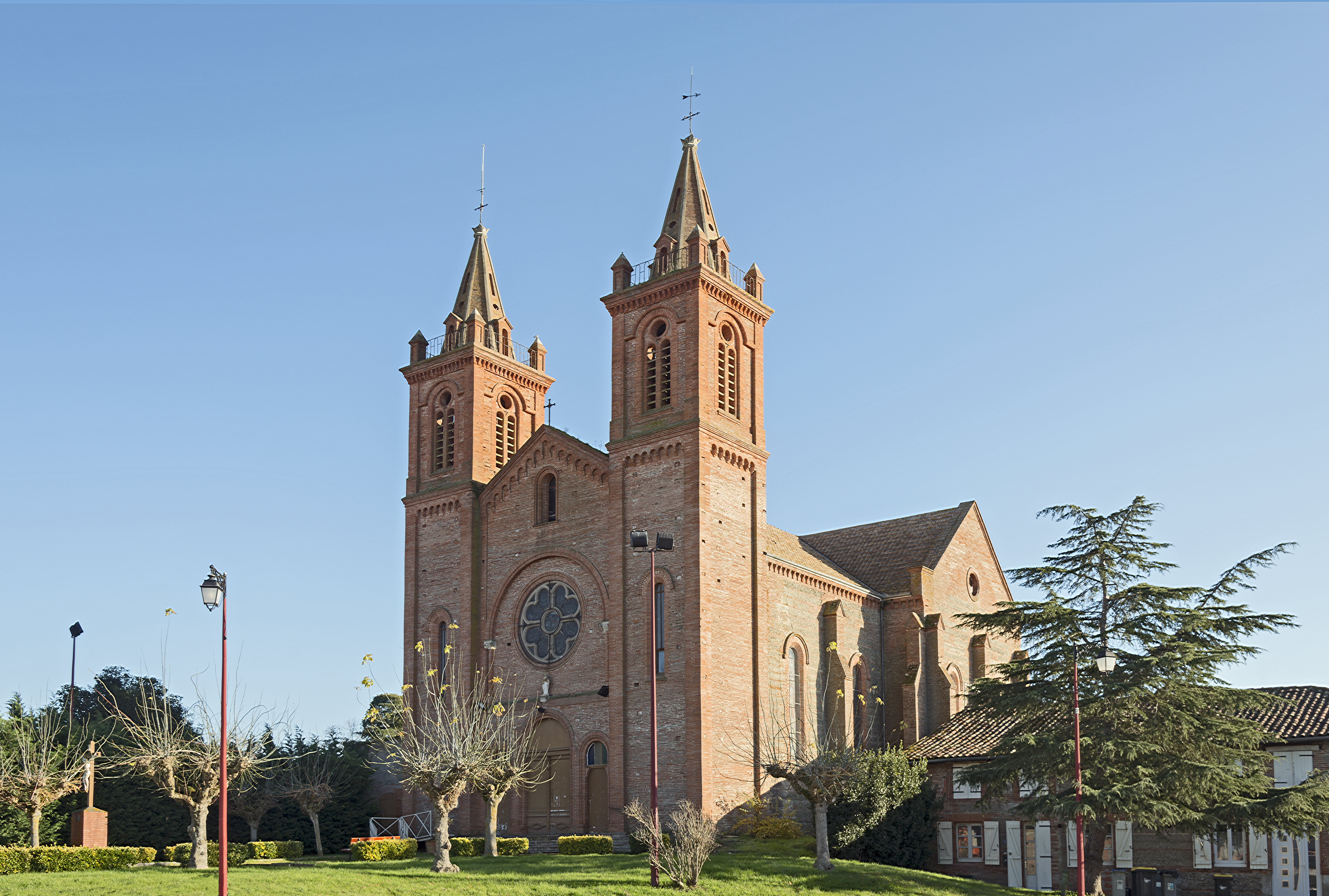
A templom Miasszonyunk Feuillade
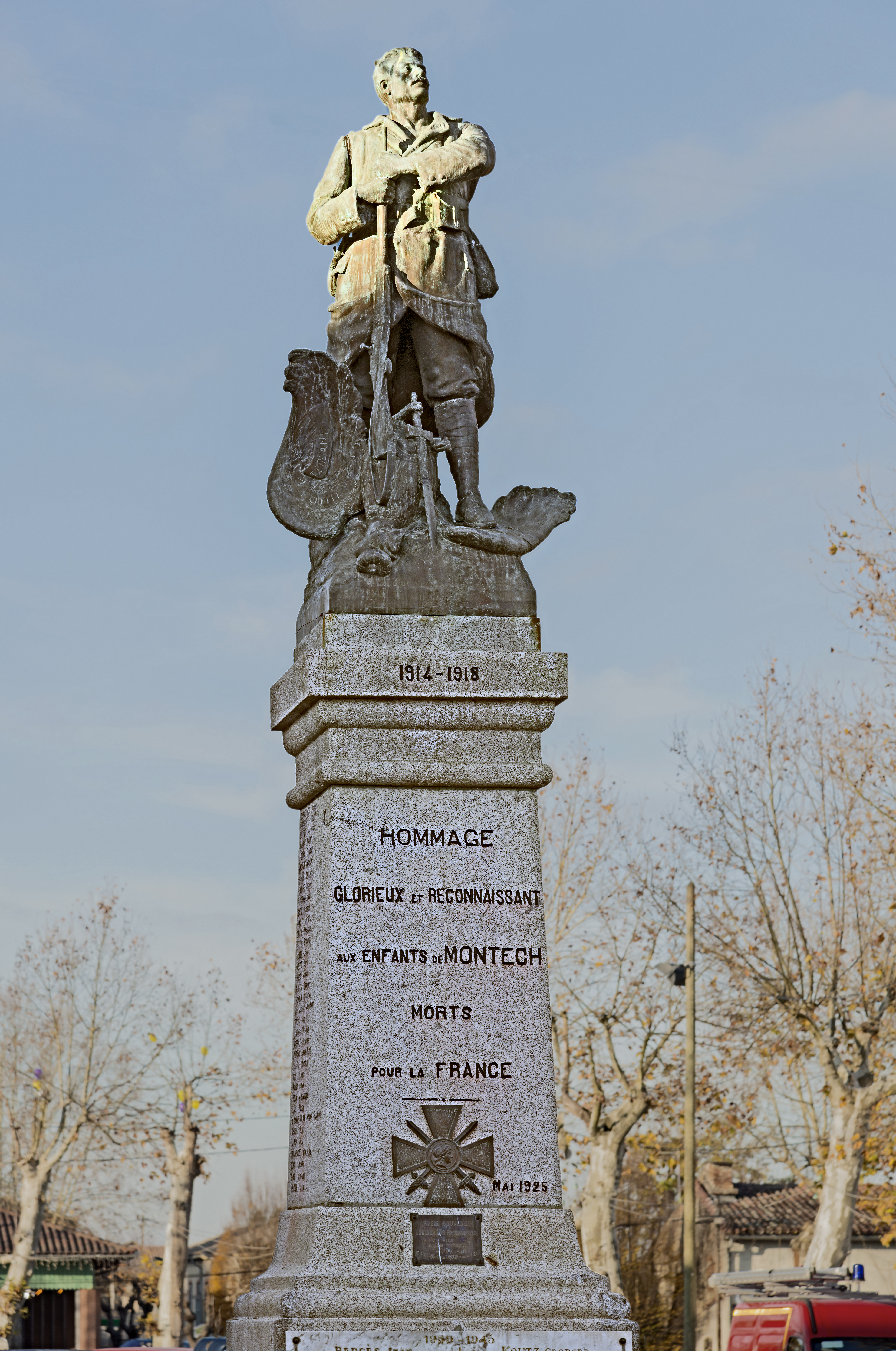
A háborús emlékmű
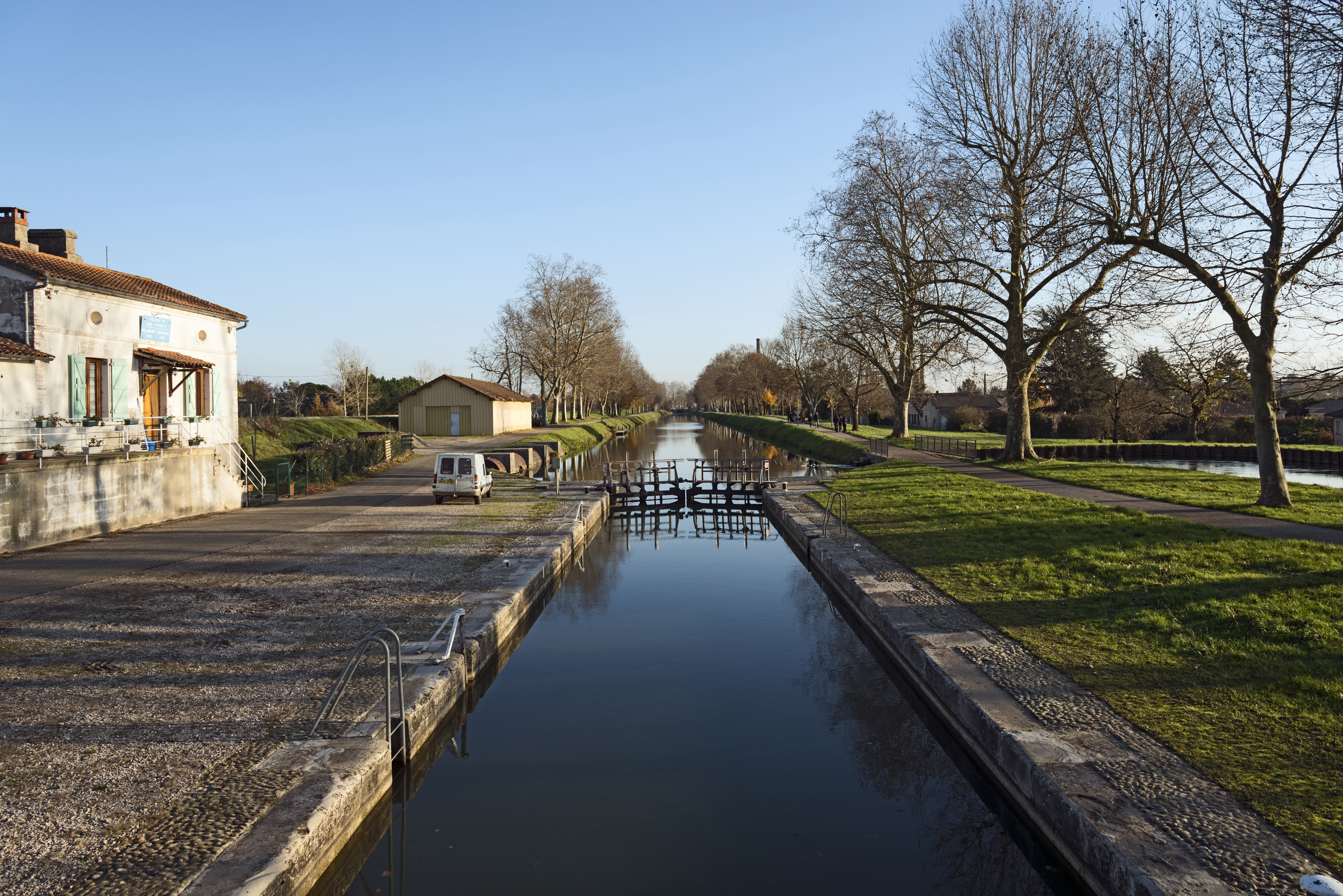
Canal zárak Peyrets
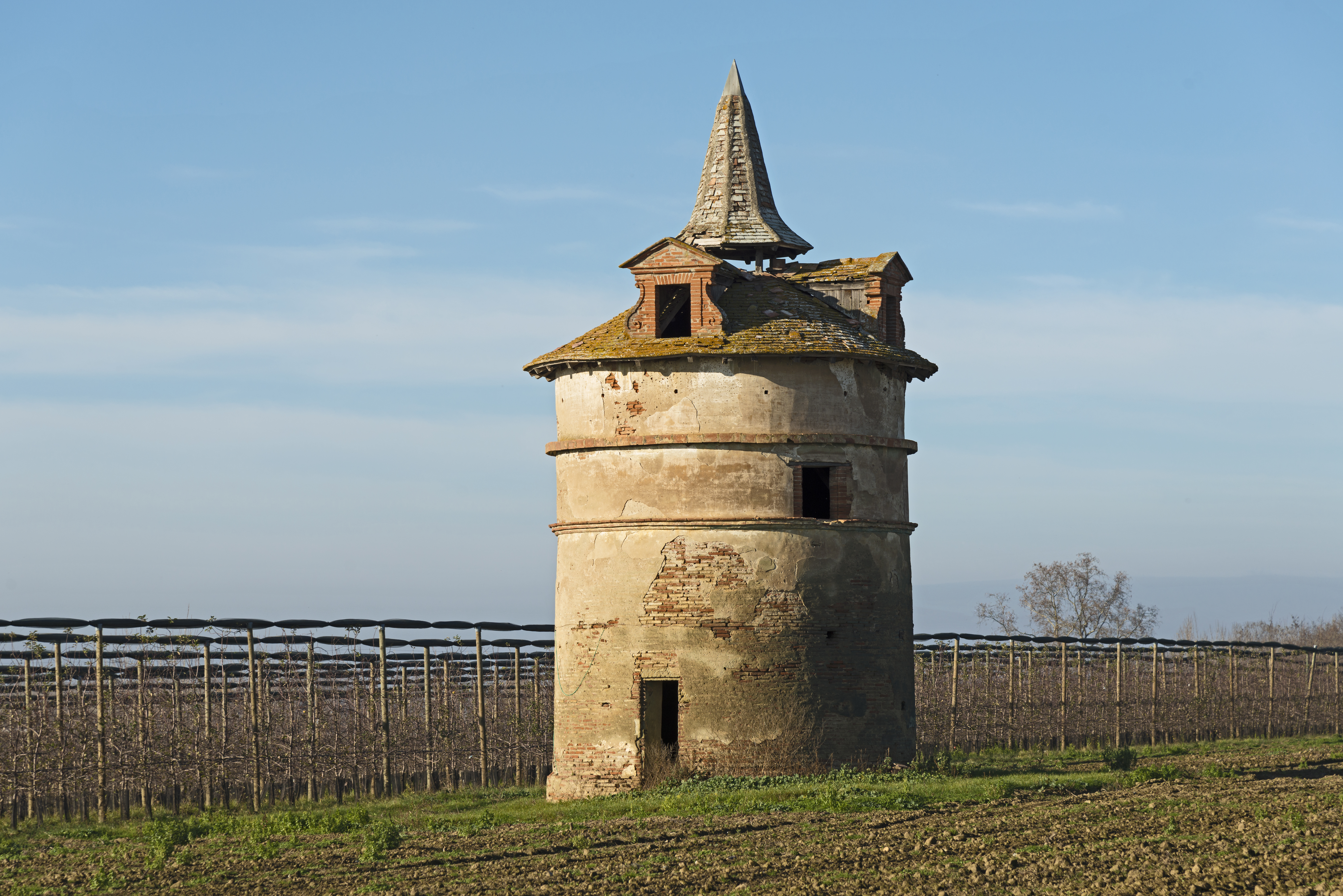
A galambdúc Szent Cry

## Népesség
A település népességének változása:
| Lakosok száma | 6072 | 6246 | 6443 | 6349 | 6406 | 6589 | 6669 | 6650 | 6657 |
|               | 2013 | 2015 | 2016 | 2017 | 2018 | 2019 | 2020 | 2021 | 2022 |